# Zalanodius
Genre
Synonymes
- Berlesecaptus Mello-Leitão, 1940
- Simonoleptes Soares & Soares, 1954

Zalanodius est un genre d'opilions laniatores de la famille des Cryptogeobiidae.

## Distribution
Les espèces de ce genre sont endémiques du Brésil. Elles se rencontrent dans les États de Rio de Janeiro, de São Paulo et du Minas Gerais.

## Liste des espèces
Selon World Catalogue of Opiliones (14/08/2021) :
- Zalanodius bicornutus Mello-Leitão, 1936
- Zalanodius convexus (Mello-Leitão, 1940)
- Zalanodius hirsutus (Soares & Soares, 1970)
- Zalanodius insulanus (Soares, 1966)
- Zalanodius latifemur (Soares & Soares, 1954)
- Zalanodius obtectispiracula (Soares & Soares, 1954)

## Publication originale
- Mello-Leitão, 1936 : « Notas sobre opiliões. » Boletim do Museu Nacional, vol. 12, no 3/4, p. 1–41.